# Гронфалеђо (Бергамо)
Гронфалеђо је насеље у Италији у округу Бергамо, региону Ломбардија.
Према процени из 2011. у насељу је живело 58 становника. Насеље се налази на надморској висини од 510 м.